# Janez Jalen
Janez Jalen, slovenski pisatelj, dramatik in duhovnik * 26. maj 1891, Rodine, † 12. april 1966, Ljubno na Gorenjskem.

## Življenje
Rodil se je v številni kmečki družini. Njegov oče je bil razgledan mož in je v sinu že zelo zgodaj zbudil zanimanje za lepote narave. Oče mu je kmalu umrl, zato ga je na lastne stroške v gimnazijo poslal domači župnik. Po gimnaziji v Kranju se je vpisal na bogoslovje v Ljubljani. Ko je bil v zadnjem letniku bogoslovja, se je začela 1. svetovna vojna. Jalen je skupaj z ostalimi bogoslovci v škofovih zavodih v Šentvidu, ki so bili spremenjeni v bolnišnico, skrbel za ranjence. Kljub vojnemu dogajanju je bil leta 1915 posvečen v duhovnika. Leta 1921 se je vpisal na Filozofsko fakulteto v Ljubljani  na oddelek za zgodovino umetnosti, vendar študija ni dokončal. Pred drugo svetovno vojno je kot duhovnik služboval v Srednji vasi v Bohinju. Kot vojaški kurat je služboval pri petem dragonskem polku v Lvovu, nato pa je bil prestavljen v Lebring. Po vojni  je služboval v Besnici pri Kranju, Črnomlju, Stari Loki, Trnovem, Notranjih Goricah in  Ljubljani. Leta 1933 se je želel v celoti posvetiti pisateljevanju, zato je zaprosil za predčasno upokojitev.  Po vojni, ki jo je preživel v Ljubljani, je ponovno služboval kot duhovnik; sprva v Grahovem, nato pa v Ljubnem, kjer je umrl. Pokopan je na domačih Rodinah.
Bil je družaben človek in se je rad dobival s prijatelji. Njegov prijatelj Janko Moder ga je opisal kot dobrega, prijaznega, glasnega in oblastnega človeka. Kadar je postal oblasten, navzočim ni prizanašal, zato se mu je marsikdo raje umaknil. Neredko je zašel v konflikt tudi z nadrejenimi.

## Delo
»Bralca na novo navduševati za Jalna ni potrebno, saj ni avtor nikoli zares izginil s knjižničnih polic in iz založniških programov; je preveč slovensko zaveden, preveč za vse čase in preveč pomirljiv, da bi mogel biti temu ali onemu družbenemu sistemu nevaren.«

Miran Hladnik, Jalnovo mesto v slovenski literaturi
Pisal je črtice, povesti in drame. Za njegova dela je značilna idiličnost, pisatelj verjame v harmonično urejenost našega sveta, naravni red in lepoto in ju opisuje z lirskimi sredstvi in na simbolen ali celo alegoričen način, kar bolj kot v dramatiki pride do izraza v pripovedništvu. Junaki v njegovih delih so največkrat kmečki gospodarji, pastirji, divji lovci in njihove dobrosrčne žene. Za njegova dela je značilna usmerjenost h kvalitetnemu koncu, ki je nekaj čisto drugega kot tako imenovani happy end. Jalnovski konec je najboljši možen konec za določeno osebo. Do tega konca pa se je morala oseba sama dokopati. V planinskih povestih je slikal rastlinstvo, živalstvo in naravne pojave. Zgledoval se je po svojem učitelju Franu S. Finžgarju, a sta včasih prišla tudi v konflikt, pokazal pa se je tudi Jalnov rivalski odnos z njim.

### Dramatika
Dramska besedila je začel pisati še pred prozo, predvsem ljudske igre, ki so jih hvaležno sprejemali ljudski odri na podeželju.
Seznam dram:
- trilogija Dom (1923), Srenja (1924) in Bratje (1931), ki obravnava družinska in družbena nasprotja v času prve svetovne vojne
- Nevesta (1936)
- Grobovi (1936)
- Lesena peč (1937)
- Rojenice (neobjavljena)
- Roža Mogota (neobjavljena)
- Zlati zaklad
- Tri mamice – prizor
- Mejnik, ki boli – igra za šolarje
- Sladoled – satirična kmečka burka (neobjavljena)

### Proza
Nato se je preusmeril k pisanju proze. Prve kratke pripovedi so začele izhajati v Slovencu leta 1924. Izkazal se je predvsem v dveh žanrih, in sicer v kmečki povesti in zgodovinskem romanu. Znotraj domačijskega tipa kmečke povesti je gojil s folklornimi motivi bogato idilično in planinsko povest s tematiko planšarstva in divjega lova (Ovčar Marko, Cvetkova Cilka, Trop brez zvoncev) in bil do druge svetovne vojne po količini med prvimi štirimi tvorci žanra, po popularnosti pa celo prvi. Njegova prva povest Ovčar Marko, ki jo je napisal po spominih na očetove pripovedi, je sprva izhajala v časopisu Mladika, v knjigi pa je izšla leta 1929. Leta 1958 je nekoliko predelana izšla ponatisnjena kot prvi del Vozarjev. Vozarji obsegajo še dva dela, in sicer Tri zaobljube in Izpodkopano cesto.  Nameraval je napisati še tri dele, a ga je prehitela smrt.  Leta 1938 je izdal povest Cvetkova Cilka, ki s svojo čustveno-psihološko dognanostjo sodi v vrh njegovega ustvarjanja. Ta zgodba, ki pripoveduje pa o trpljenju in odpovedi, ki sta prečiščevali glavno osebo, se dogaja na Koprivniku v Bohinju. Tudi zgodba povesti Trop brez zvoncev (1941))  se dogaja v Bohinju. Istega leta je izšla tudi povest Ograd, leta 1952 pa nedokončana lovska povest Sončne sence. V letih od 1954 do 1956 je izhajala povest Razpotja, ki opisuje dogajanja med zadnjo svetovno vojno in tik po njej, vodilni motiv pa sta ženska plemenitost in pripravljenost za žrtvovanje. Njegovo najbolj znano delo so povest Bobri, ki so izšli v treh delih (Sam, Rod, Vrh; 1942–1943). Na podlagi arheoloških najdb in močne domišljije je Jalen opisal življenje mostiščarjev na Ljubljanskem barju.
Leta 1932 je napisal scenarij za prvi slovenski igrani film Triglavske strmine. Pri snemanju filma, ki ga je režiral Ferdo Delak, je tudi sodeloval. Ko je služboval v Stari Loki, je režiral igre v dramski skupini.
Nedokončani sta še dve povesti, Povest o zajčku Trmcu in Povest o Triglavu.
Leta 1940 je objavil zbirko novel in črtic z naslovom Previsi (1940). Pisal pa je tudi krajše pripovesti, ki niso toliko znane. V njih na optimističen in humoren način pripoveduje o navadnem človeku in njegovem vsakdanjem življenju. Nekatere od teh kratkih pripovedi so tudi avtobiografske.
Leta 1938 je dobil tretjo banovinsko nagrado za Cvetkovo Cilko, 1940 mu je konzorcij Doma in sveta podelil literarno nagrado 2500 din za povest Ograd, mesto Ljubljana pa nagrado za zbirko lovskih novel Previsi.
Po drugi svetovni vojni je bil eden od najbolj branih slovenskih avtorjev, o čemer pričajo ponatisi Bobrov v skupni nakladi 70.000 izvodov.

## Poimenovanja
Po Janezu Jalnu se imenujejo ulice v Ljubljani, v Mengšu in Radovljici. Njegova rojstna hiša je bila leta 1996 urejena v muzej. Vključen je v Pot kulturne dediščine. Posvečen mu je kip pred osnovno šolo v Zabreznici in po njem se imenuje tudi kulturno društvo v Notranjih Goricah.